# Puig Rom
Puig Rom är en kulle i Spanien.   Den ligger i provinsen Província de Girona och regionen Katalonien, i den östra delen av landet, 600 km öster om huvudstaden Madrid. Toppen på Puig Rom är 225 meter över havet, eller 78 meter över den omgivande terrängen. Bredden vid basen är 1,4 km.
Terrängen runt Puig Rom är kuperad åt nordost, men åt sydväst är den platt. Havet är nära Puig Rom söderut. Närmaste större samhälle är Roses, 1,7 km nordväst om Puig Rom. 